# Acrida shanghaica
Acrida shanghaica är en insektsart som beskrevs av Steinmann 1963. Acrida shanghaica ingår i släktet Acrida och familjen gräshoppor. Inga underarter finns listade i Catalogue of Life.